# كريستين إكلوند
كريستين إكلوند هي فنانة سويدية، ولدت في 1979.

## وصلات خارجية
- الموقع الرسمي